# Bor (les)

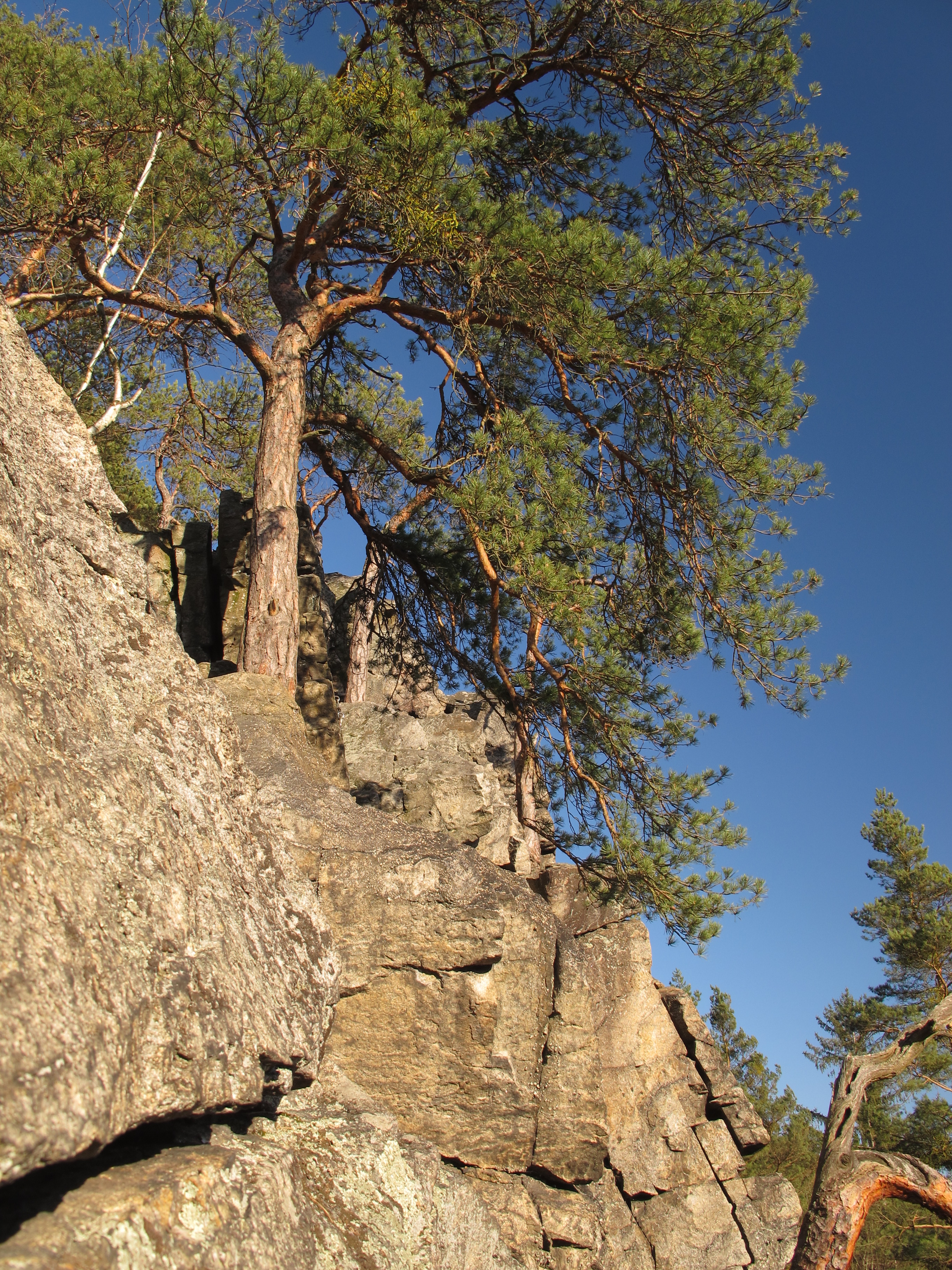
Bory rostoucí na skalinách v kaňonu středního toku Vltavy

Jako bory se označují jehličnaté nebo smíšené, přirozené či kulturní lesy, v nichž nejvýznamnější roli hrají borovice, v podmínkách mírného klimatu Eurasie především borovice lesní. Zpravidla obsazují suchá slunná stanoviště s mělkými, málo úživnými půdami, často na písku nebo na skalách, kde je ekologicky přizpůsobivá, ale konkurenčně slabá borovice schopna dobře prospívat a není postupně vytlačována konkurenčně silnějšími dřevinami. V  subtropických oblastech hraje roli též adaptace tamních druhů borovic na režim pravidelných požárů. Na středoevropských rašeliništích roste kromě borovice lesní, která zde ale vytváří pouze zakrslé keřovité formy, také borovice blatka. Na úživnějších bohatších stanovištích je borovice zpravidla pouze pěstována v umělých kulturách. Kromě domácí borovice lesní se v Česku místy šíří i nepůvodní borovice černá a borovice vejmutovka. 

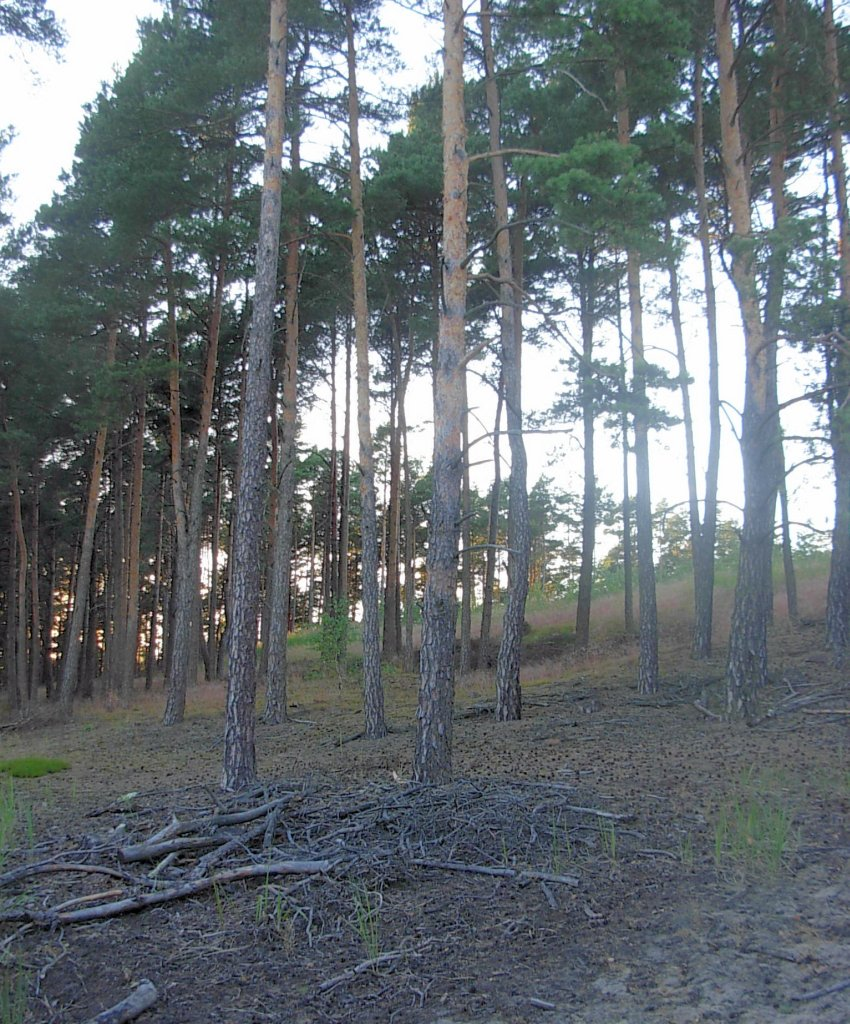
Suchý borový les na písčinách v Polsku

Přirozená stanoviště, na nichž borovice vytrvala od svého rozšíření do střední Evropy v postglaciální době, se nazývají reliktní bory. Borovice se do střední Evropy rozšířily v preboreálu a boreálu a formovaly zde rozsáhlé světlé lesy. S oteplením a zvlhčením klimatu v následujících obdobích (atlantik, epiatlantik) začaly být z příznivých stanovišť vytlačovány konkurenčně silnějšími, převážně listnatými dřevinami (ale též jedlí a smrkem) na extrémní stanoviště. V rámci střední Evropy se tyto reliktní bory vyskytují např. na skalních výspách, balvanitých svazích a sutích, na píscích, pískovcových skalách a ve skalních městech, na příkrých srázech hlubokých říčních údolí nebo na hadcových či naopak silně kyselých podkladech.
Keřové patro bývá v borových lesích obvykle chudé, v řídce zapojeném stromovém patře jsou přimíšeny světlomilné dřeviny jako duby, jalovce nebo břízy. Bylinné patro je na kyselých podkladech rovněž chudé, na bazických substrátech naopak dosahuje velkého druhového bohatství a pokryvnosti. Významně zastoupeny jsou mechorosty. Hospodářská hodnota přirozených borů je vzhledem k často netvárnému růstu borovice většinou malá, značný význam však mají pro zachování biodiverzity.
V literatuře se kromě výrazu bor lze setkat i s výrazem bořina.

## Charakteristika významnějších společenstev střední Evropy
Společenstva reliktních borů, které zasahují do střední Evropy, lze rozdělit do tří skupin. Jednak jsou to bory přináležející k boreálním jehličnatým lesům, řazené do fytocenologické třídy Vaccinio-Piceetea; na českém území se dělí do svazů Dicrano-Pinion pro acidofilní bory silikátových skal a oligotrofních půd a Vaccinio uliginosi-Pinion pro bory rašelinné a blatkové. Do téže třídy, popřípadě do samostatné třídy Pyrolo-Pinetea jsou řazeny kontinentální (východoevropské až jihosibiřské) bory písčitých a štěrkovitých půd, se zastoupením bylinných druhů stepních a lesostepních, a konečně reliktní bazifilní bory na opukových, vápencových a dolomitových horninách a na serpentininech spadají do fytocenologické třídy Erico-Pinetea.

### Boreokontinentální bory

#### Kyselé brusnicové bory

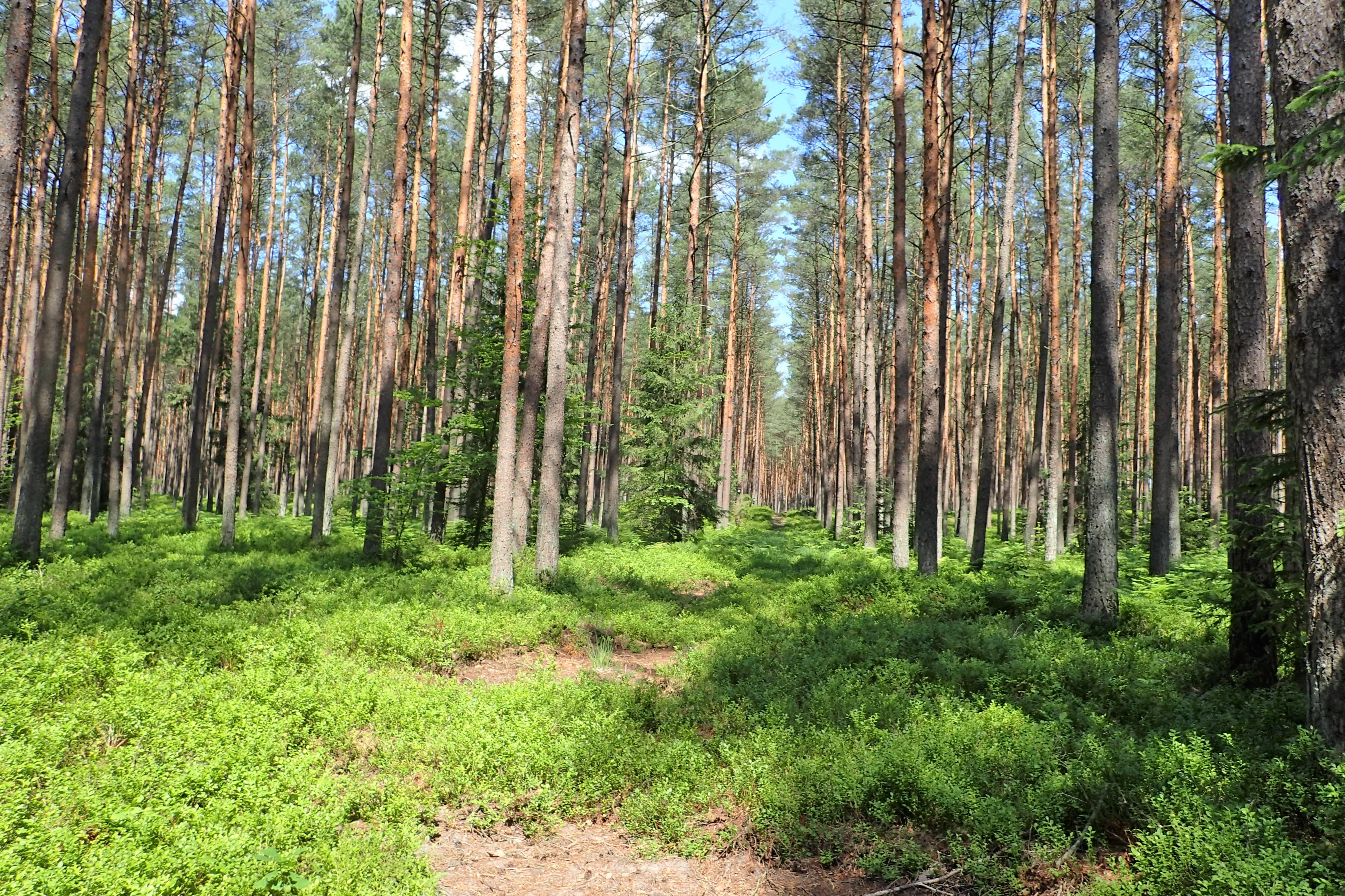
Brusnicový bor v Polsku

V české vegetaci tvoří asociaci Vaccinio myrtilli-Pinetum sylvestris ze svazu Dicrano-Pinion. Obsazují reliktní stanoviště s lehkými mělkými půdami na kyselých silikátových horninách. Borovici ve stromovém patře často doprovází dub zimní nebo nižší stromy či keře jeřáb ptačí, bříza bělokorá a krušina olšová. Ve spíše řídkém a druhově chudém bylinném patře dominují keříčky brusnic (borůvka, brusinka) a vřesu a acidofilní trávy (metlička křivolaká, kostřava ovčí, na vlhčích stanovištích třina chloupkatá nebo bezkolenec modrý). Dobře vyvinuto je mechové patro s mechy a lišejníky. V Česku se vyskytují vcelku hojně, převážně v hercynských podhůřích nebo na Dokesku.

#### Suché skalní bory

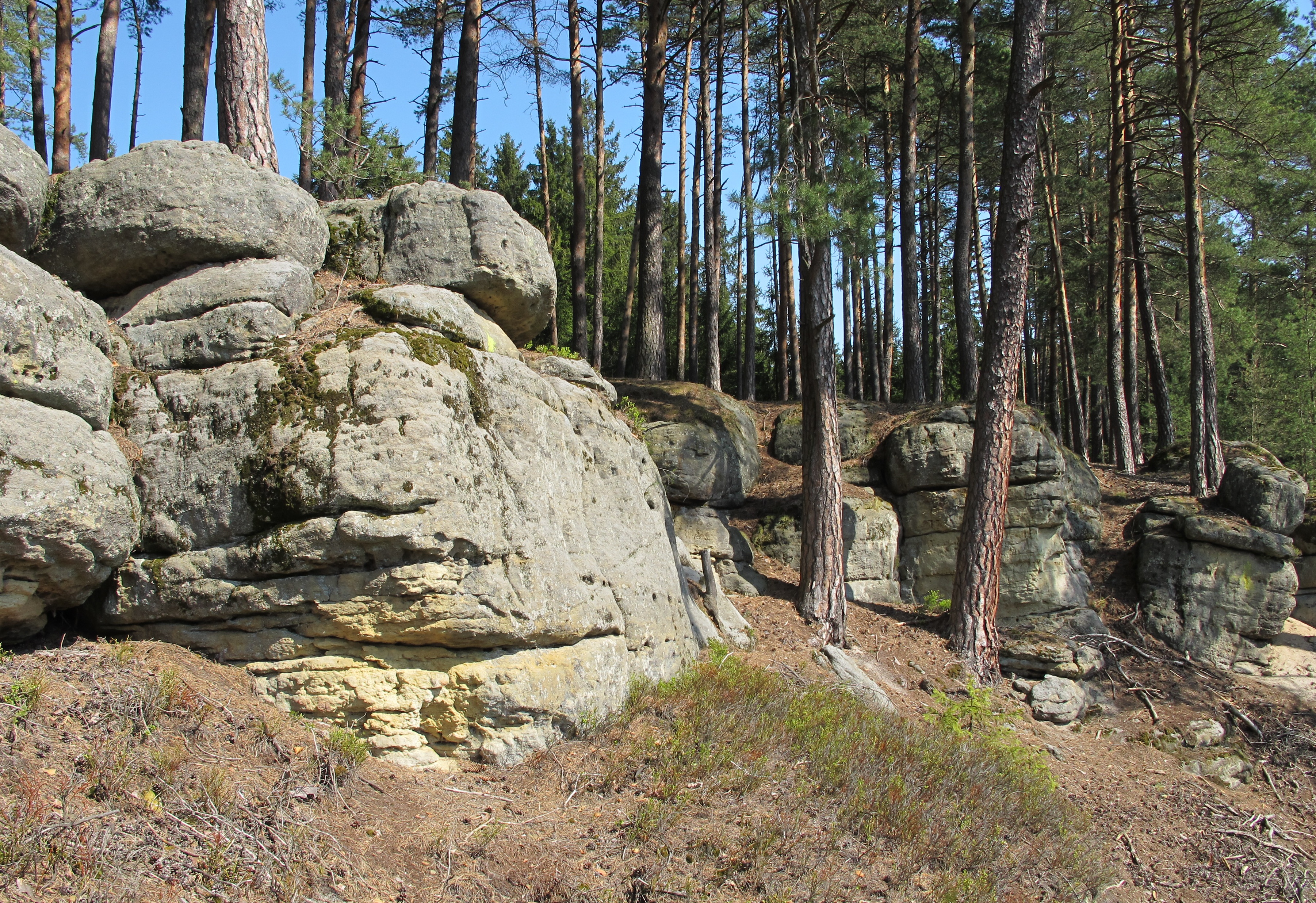
Suchý skalní bor v přírodní rezervaci Maštale

Tato vegetace (asociace Hieracio pallidi-Pinetum sylvestris) roste na skalnatých, často jižně nebo jihozápadně orientovaných výslunných svazích nebo na skalních hřbetech, většinou v říčních údolích nebo na jiných exponovaných stanovištích, například na pískovcových skalách. Půdy bývají kyselé, velmi mělké a minerálně chudé. Keřové patro je málo vyvinuté, zastoupeny mohou být nenáročné keře jako skalník celokrajný; v bylinném patře převládají skalní druhy (sleziník severní, jestřábník bledý, zvonek okrouhlolistý) a druhy mělkých písčitých půd (chmerek vytrvalý, pavinec horský, šťovík menší).

#### Lišejníkové bory

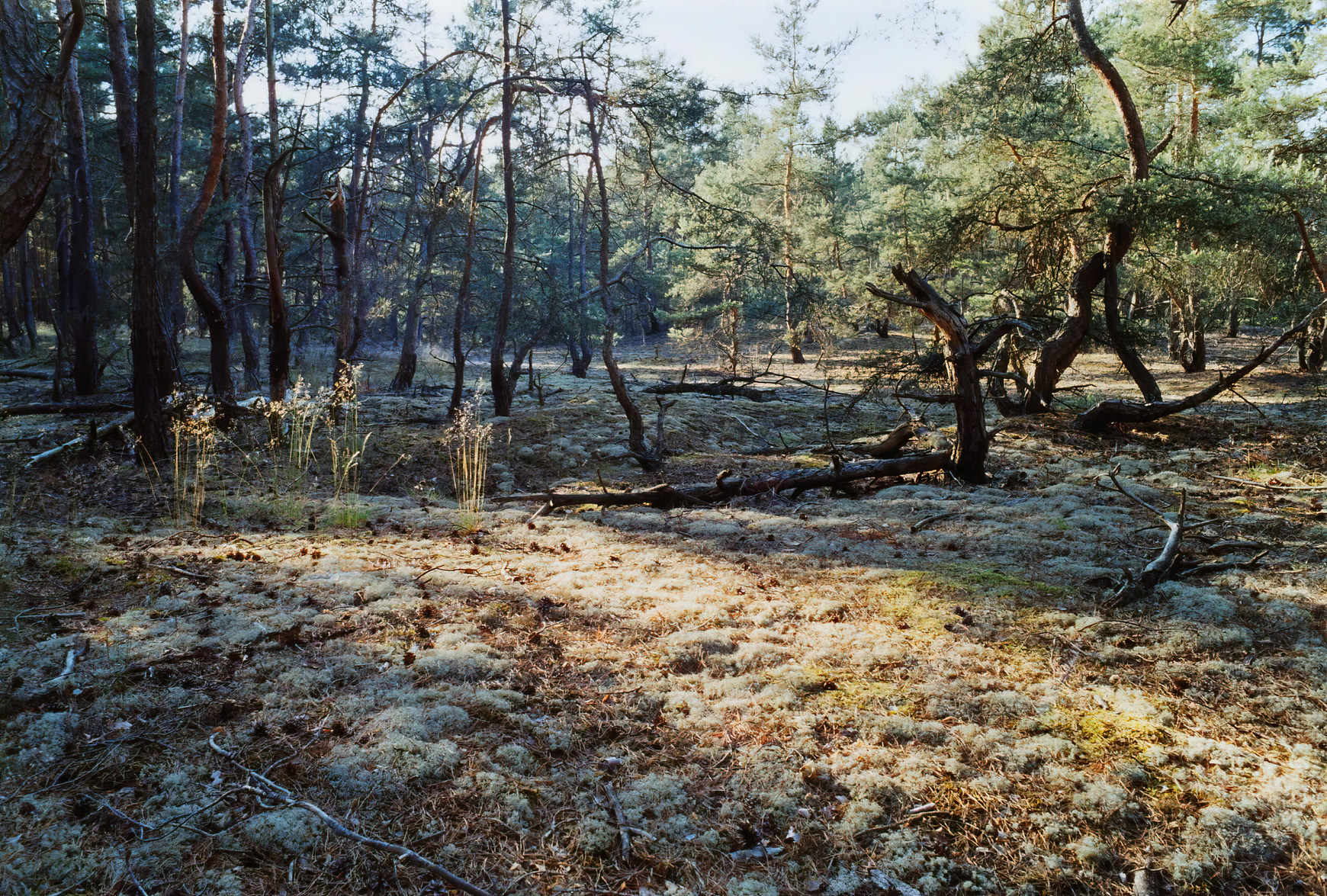
Lišejníkový podrost a křivolaké stromy na neúživném stanovišti lišejníkového boru

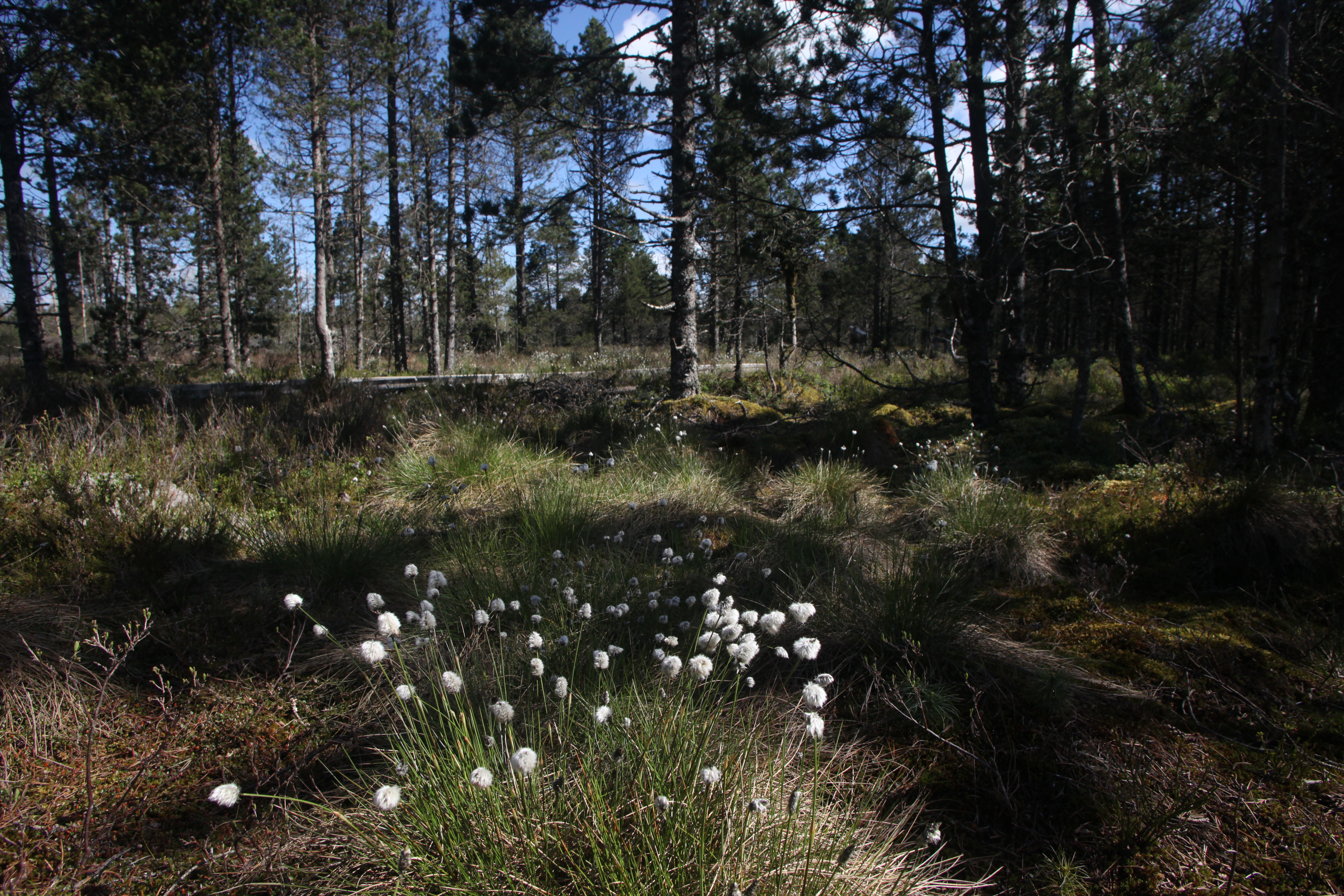
Blatkový bor se suchopýrem pochvatým

Vyskytují se na živinami velmi chudých a silně kyselých písčitých a podzolovitých půdách a na pískovcovém podloží, sukcesně vznikají též druhotně na odlesněných písčitých dunách nebo degradovaných ochuzených stanovištích. Keřové patro zpravidla zcela chybí, druhově chudé bylinné patro je tvořeno řídkými keříky vřesu, borůvek a roztroušenými trsnatými travami. Hojně se neopak vyskytují keříčkovité lišejníky (dutohlávky, pukléřky a další) a terikolní mechy (typicky např. bělomech sivý). V Česku se řadí do asociace Cladino-Pinetum sylvestris.

#### Rašelinné a blatkové bory
Ve středních polohách na silně kyselých, rašelinitých, ne však trvale zamokřených půdách se vyskytují společenstva svazu Vaccinio uliginosi-Pinion s dominantní borovicí blatkou; přimíšena bývá též borovice lesní, smrk nebo bříza. V nižších polohách blatku nahrazují rašelinné bory s borovicí lesní, ve vyšších naopak vrchoviště s klečí. Keřové patro tvoří krušina olšová nebo mladí jedinci stromového patra, v bylinném patře jsou hojné acidofilní keříčky brusinek, vřesu, klikvy, místy i rojovník bahenní nebo kyhanka. Silně vyvinuto je mechové patro, v němž převládají rašeliníky.

### Bazifilní perialpidské bory

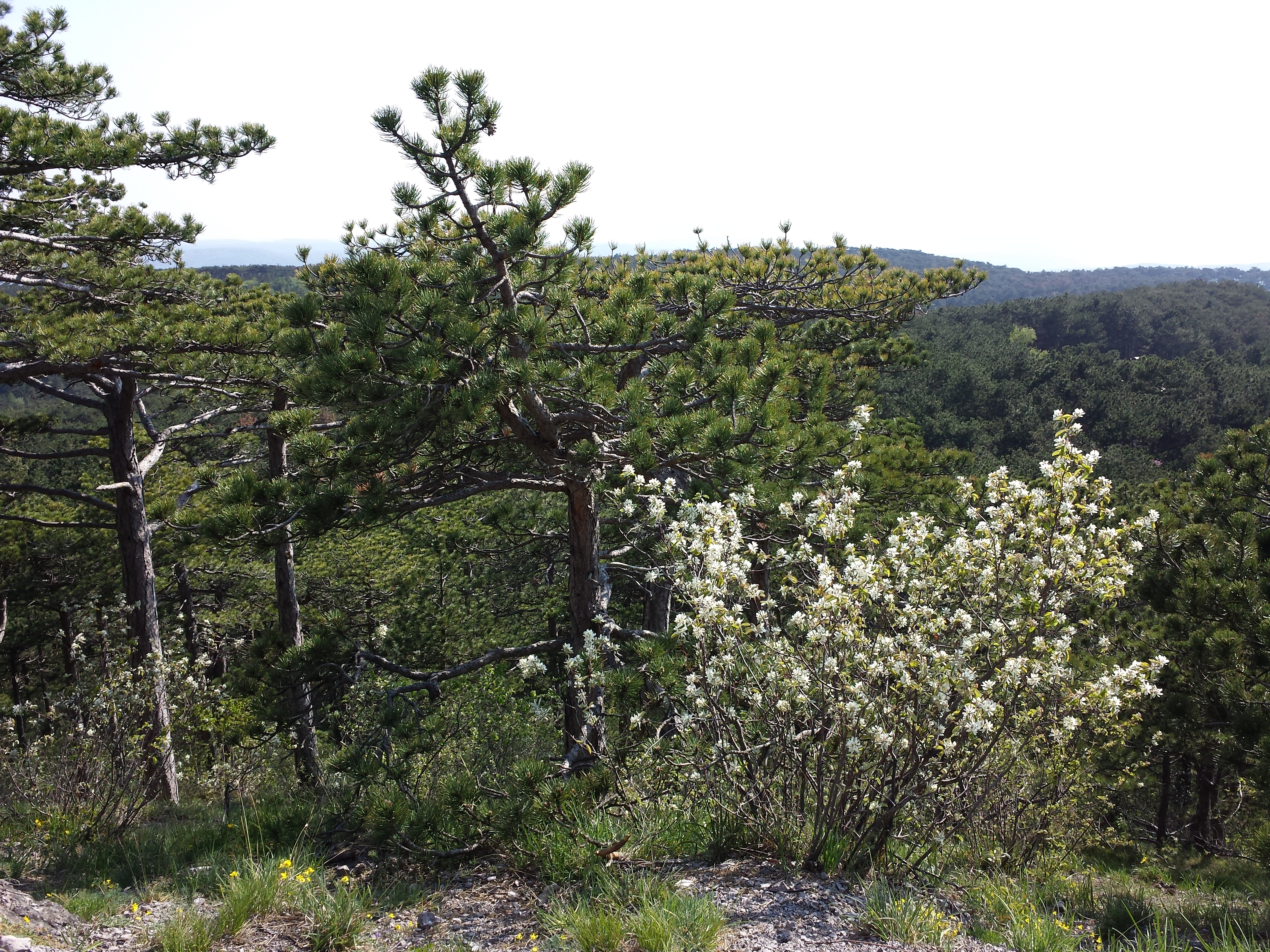
Vápencový bor v Dolním Rakousku s kvetoucím muchovníkem

Druhově bohaté světlé lesy vyskytující se na vápencových a dolomitových substrátech v pohořích střední a jihovýchodní Evropy, jako jsou Alpy, Karpaty, Dinaridy, na východě i Krymské hory. Obsazují suchá, živinami chudá stanoviště. Dominantami porostu jsou kromě borovice lesní též borovice černá a na Balkáně borovice Heldreichova. V keřovém patře a na světlinách se vyskytují keře a keříky jako vřesovec pleťový, skalník plstnatý nebo muchovník oválný, bohatě vyvinuté bylinné patro obsahuje typicky řadu vzácných světlomilných druhů, mnohdy reliktů endemických pro malá území.

#### Hadcové bory

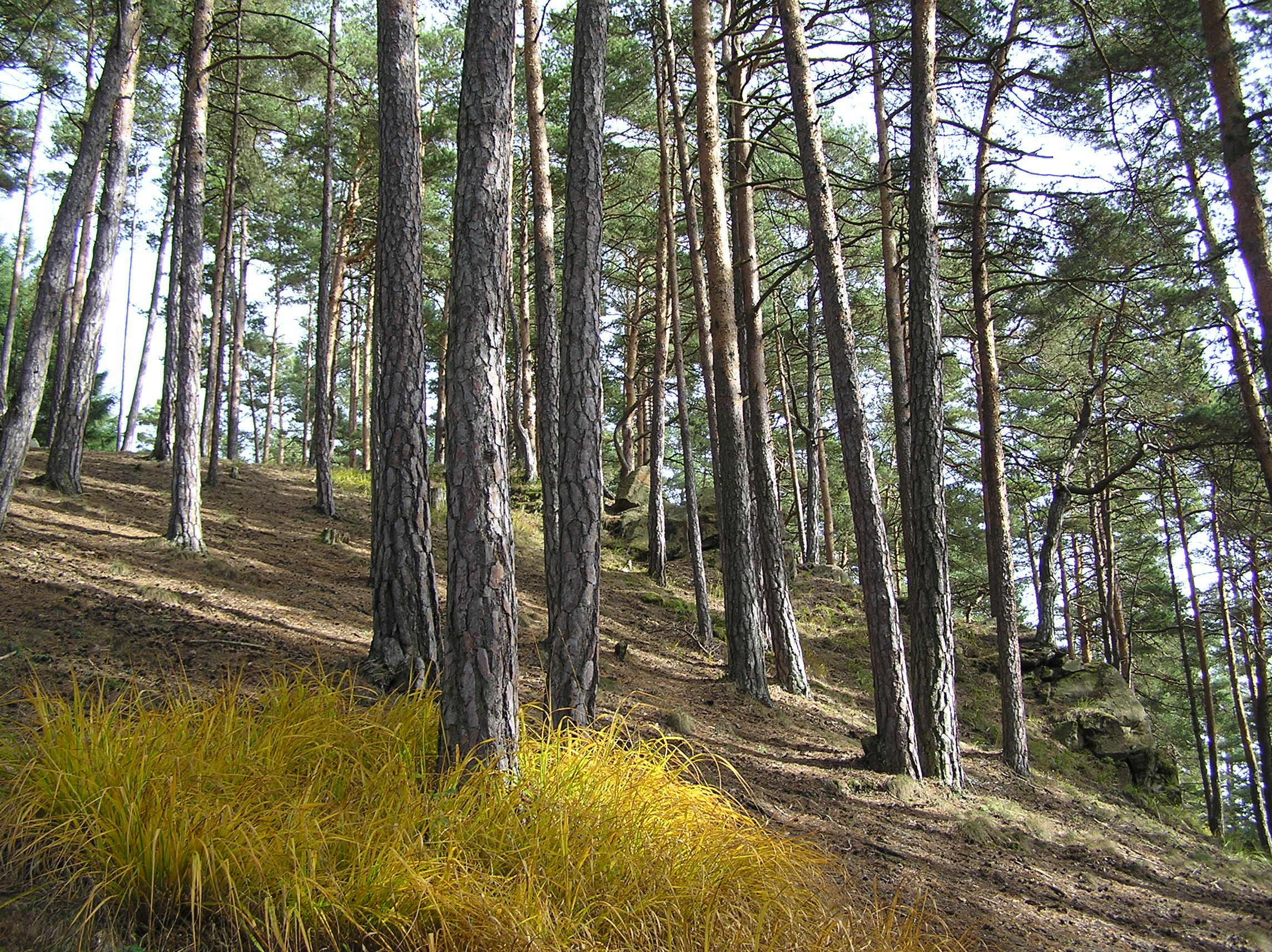
Hadcový bor v PR Holubovské hadce

Vyskytují se na ostrůvcích hadců, a to jednak v říčních údolích suchých a teplých oblastí (v ČR hlavně podél středního toku Jihlavy od Dukovan po Hrubšice a v okolí vodní nádrže Želivka), jednak v chladnějších a vhlčích oblastech, jako je Slavkovský les nebo okolí Českého Krumlova. Jsou to vesměs rozvolněné borové lesy, na strmých svazích říčních údolích v keřovém patře s dřišťálem obecným, krušinou olšovou či zmlazujícím se dubem zimním. V bylinném patře jsou zastoupeny reliktní perialpidské (penízek horský, pomněnka úzkolistá) a teplomilné (ostřice nízká, bedrník obecný, mateřídouška časná) druhy, význačný je výskyt serpentinofytů jako je trávnička obecná, silenka nadmutá a sleziník hadcový. Dobře vyvinuto bývá mechové patro. Ve výše položených hadcových borech pahorkatin a vrchovin je hojná též vegetace keříčků jako brusnice, vřesovce a vřesy.

### Lesostepní bory
Vyskytují se převážně na sušších, bazičtějších, často písčitých půdách ve střední a východní Evropě, na východě zasahují až po lesostep jižního Uralu. Jsou to světlé lesy s bohatým bylinným podrostem, ve kterém se mísí druhy boreální (brusnice, hruštičky a další vřesovcovité rostliny), druhy kontinentálních suchých trávníků (válečka prapořitá, koniklec luční, koniklec otevřený, černohlávek velkokvětý) a řada orchidejí. V keřovém patře se mohou vyskytovat skalníky, jalovce nebo různé růže. V Česku jsou tyto porosty pravděpodobně sekundárního původu, nejčastější jsou v Ralské pahorkatině.

### Kulturní bory
Monokulturní hospodářské výsadby borovice lesní na nepůvodních stanovištích se nazývají kulturní bory. Na počátku druhé dekády 21. století zaujímaly zhruba 16 % lesních porostů v ČR, v minulosti pak ještě o dosti více; přirozené zastoupení borovice víceméně pouze na reliktních stanovištích by přitom činilo zhruba 4 %. Vlivem nevhodných stanovištních podmínek, vyčerpané půdy z opakovaných výsadeb a přehuštěných porostů začaly v extrémně suchých letech po roce 2015 masivně odumírat a trpět podkorními škůdci či parazity, jako je jmelí.

## Mediteránní bory

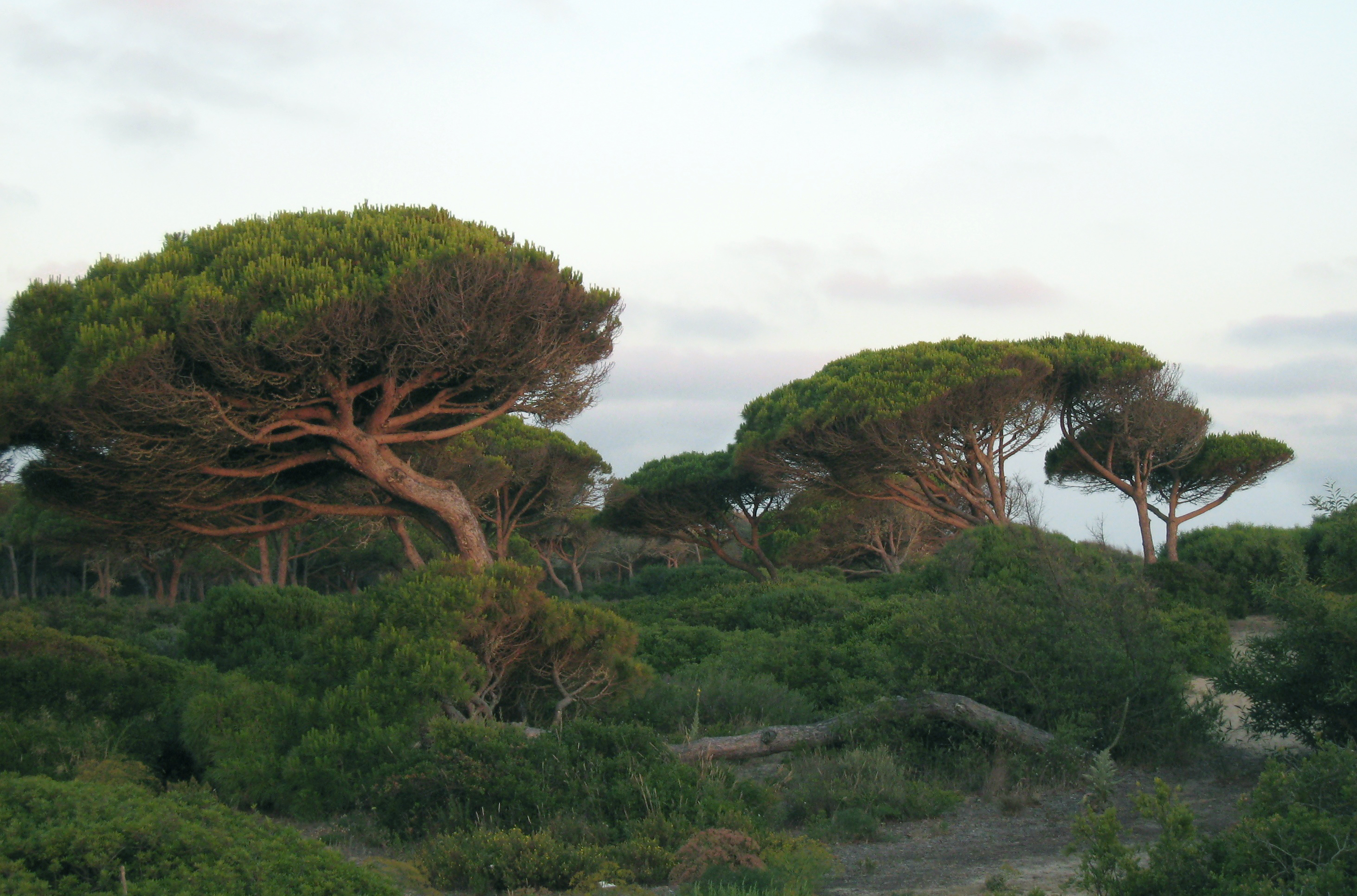
Piniový bor v Andalusii

Primární i druhotné porosty borovic se vyskytují hojně také ve Středomoří. Tvořeny jsou dominantně teplomilnými borovicemi halepskou, hvězdovitou nebo pinií, na východě též borovicí kalabrijskou (Pinus brutia). Přimíseny mohou být tvrdolisté duby, jalovce, cypřiše, v keřovém patře též druhy typické pro makchii. Nejnižší patro tvoří světlomilné keříky cistů, kručinek, šalvějí, levandulí nebo mateřídoušek, objevuje se též řada orchidejí. Některými autory jsou nově řazeny do samostatné fytocenologické třídy Pinetea halepensis.
Borové lesy v horských a submediteránních oblastech jižní Evropy jsou klasifikovány ve třídě Junipero-Pinetea sylvestris. V nich převládá již opět borovice lesní, případně borovice černá, s příměsí stromovitých či keřovitých jalovců nebo opadavých dubů. V keřovém patře jsou hojné např. středomořské druhy kručinek nebo některé skalníky, boreální druhy vesměs chybějí. Na Kanárských ostrovech pak tvoří často i jednodruhové lesní porosty borovice kanárská (Pinus canariensis).

## Bory jinde ve světě

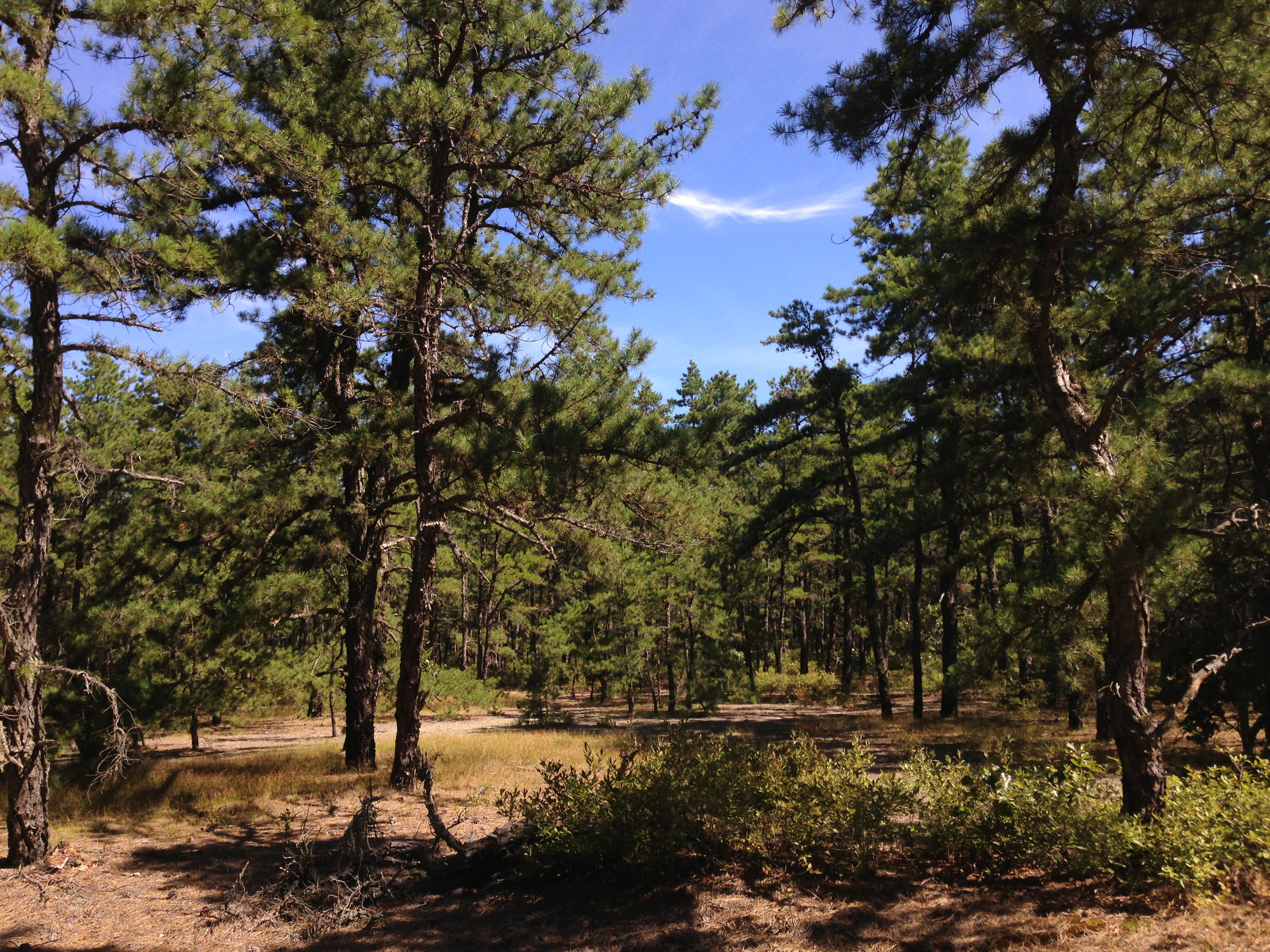
PIne barrens v New Jersey

Rozsáhlé porosty borovic jsou domovem v Severní Americe. Na jihovýchodě USA jsou to světlé, druhově bohaté borové savany a otevřené lesy, v nichž převládají teplomilné subtropické borovice ze sekce Australes, např. borovice bahenní, Elliottova, kadidlová a ježatá. Na atlantickém pobřeží New Jersey a přílehlých států se rozkládají borové písčiny nazývané pine barrens; dominantním druhem je v nich borovice tuhá (Pinus rigida) a borovice ježatá, s příměsí mnoha druhů dubů. Centrum druhového bohatství borovic leží v mexických pohořích Sierra Madre Oriental a Sierra Madre Occidental a jejich borovo-dubových lesích. Téměř čisté porosty endemické Pinus occidentalis lze dosud najít na ostrově Hispaniola.
V Asii se největší plochy čistě borových lesů rozkládají v nižších polohách Himálaje a dominuje jim borovice dlouholistá (Pinus roxburghii). Porosty tropických borovic (mj. Pinus merkusii) se vyskytují též na exponovaných horských svazích ostrovů Sumatry a Luzonu.